# Вальт, Джанкарло
Джанка́рло Вальт (итал. Giancarlo Valt; род. 7 мая 1941, Кортина-д’Ампеццо, Венеция) — итальянский кёрлингист.
В составе мужской сборной Италии участник семи чемпионатов мира (лучший результат — шестое место в 1982) и шести чемпионатов Европы (лучший результат — бронзовые призёры в 1979). Шестикратный чемпион Италии среди мужчин.
Играл в основном на позициях второго и третьего.

## Достижения
- Чемпионат Европы по кёрлингу: бронза (1979).
- Чемпионат Италии по кёрлингу среди мужчин: золото (6 раз).[5]

## Команды
| Сезон   | Четвёртый           | Третий              | Второй          | Первый                  | Турниры                             |
| ------- | ------------------- | ------------------- | --------------- | ----------------------- | ----------------------------------- |
| 1976—77 | Джузеппе Даль Молин | Андреа Павани       | Джанкарло Вальт | Энеа Павани             | ЧМ 1977 (7 место)                   |
| 1977—78 | Джузеппе Даль Молин | Джанкарло Вальт     | Энеа Павани     | Ivo Lorenzi             | ЧЕ 1977 (4 место)                   |
| 1978—79 | Джузеппе Даль Молин | Энеа Павани         | Джанкарло Вальт | Андреа Павани           | ЧЕ 1978 (6 место)                   |
| 1978—79 | Джузеппе Даль Молин | Андреа Павани       | Джанкарло Вальт | Энеа Павани             | ЧМ 1979 (8 место)                   |
| 1979—80 | Джузеппе Даль Молин | Андреа Павани       | Джанкарло Вальт | Энеа Павани             | ЧЕ 1979                             |
| 1979—80 | Андреа Павани       | Джузеппе Даль Молин | Джанкарло Вальт | Энеа Павани             | ЧМ 1980 (7 место)                   |
| 1980—81 | Андреа Павани       | Джузеппе Даль Молин | Джанкарло Вальт | Энеа Павани             | ЧМ 1981 (7 место)                   |
| 1981—82 | Андреа Павани       | Джанкарло Вальт     | Энрико Альберти | Энеа Павани             | ЧМ 1982 (6 место)                   |
| 1982—83 | Андреа Павани       | Энрико Альберти     | Джанкарло Вальт | Gianantonio Gillarduzzi | ЧЕ 1982 (13 место)                  |
| 1983—84 | Андреа Павани       | Франко Совилла      | Джанкарло Вальт | Стефано Морона          | ЧЕ 1983 (9 место) ЧМ 1984 (8 место) |
| 1984—85 | Андреа Павани       | Франко Совилла      | Джанкарло Вальт | Стефано Морона          | ЧЕ 1984 (9 место) ЧМ 1985 (7 место) |

(скипы выделены полужирным шрифтом)